# غارث ريسك هالبرغ
غارث ريسك هالبرغ (بالإنجليزية: Garth Risk Hallberg)‏ (1 ديسمبر 1978، لويزيانا في الولايات المتحدة)؛ كاتب وروائي أمريكي.